# Tyrosinas
Tyrosinas (Monofenolmonooxygenas) är ett kopparprotein och katekoloxidas som fungerar som ett oxidoreduktas-enzym för tyrosin. Det är verksamt för katekoler, och bidrar till omsättningen av L-DOPA till melanin via dopakinon.
Personer med okulokutan albinism (ljusa ögon, ljus hud och ljust hår) har brist på denna förmåga att bilda tillräckligt med melanin.